# Кулаков, Евгений Александрович
Евге́ний Алекса́ндрович Кулако́в (род. 17 августа 1980, Москва, РСФСР, СССР) — российский, израильский актёр театра и кино, телеведущий.

## Биография
Родился 17 августа 1980 года в Москве.
В 2001 году окончил Высшее театральное училище имени Б. В. Щукина (курс А. А. Ширвиндта). 
С 2001 по 2022 год — актёр Московского театра «Эрмитаж» (художественный руководитель — Михаил Левитин).
Пресса высоко оценила выступления Кулакова в спектаклях Михаила Левитина «Анатомический театр инженера Евно Азефа» (2003), «Пир во время ЧЧЧумы» (2005) и, особенно, «Капнист туда и обратно» (2009), после которого рецензент охарактеризовал его как ключевого актёра театра, преемника Виктора Гвоздицкого, поясняя:

«Евгений Кулаков, загримированный и одетый под царя-батюшку, на императора внешне удивительно похож. И кажется, сейчас, как и вся команда, начнёт куражиться, бегать и прыгать. Но нет: каким-то удивительным образом он не входит в гротеск. Это счастливое актёрское свойство, присущее когда-то Гвоздицкому, именно поэтому умевшему играть любимых Левитиным „сумасшедших“ обэриутов. „Капнист туда и обратно“ показал, что Кулаков — артист такой же, „штучный“, „авторский“. Порой, подавая реплики с балкона, умело повышает голос и не срывается в вопль. Он существует на грани, нервен, вспыльчив, порой истеричен, но ни разу не превращается в маску. Кроме единственного раза, в самом финале, когда замирает в позе знаменитого питерского памятника Павлу, и после аплодисментов зрители покидают зал, поёживаясь под его по-хармсовски „медным“ взглядом».

В свою очередь, Кулаков в интервью отмечает, что «Эрмитаж» Левитина ему очень подходит:

«В театре „Эрмитаж“, где я работаю, все понимают друг друга с полуслова. Мы репетировали спектакль „Золотой телёнок“, где у меня очень сложная роль человека, во-первых, старше меня, во-вторых — в сложной ситуации. Но я легко мог сделать то, что хочет режиссёр, когда он успевал только подумать об этом. Не знаю, откуда возникает такое понимание, но в актёрской профессии это есть».

Широкую популярность получил в 2005—2006 годах благодаря исполнению роли Жени Королёва в молодёжном телесериале «Студенты».
На телеканале «Культура» вёл программу «Пряничный домик».
В сентябре 2022 года вместе с сыном уехал в Израиль. В 2023 году к ним присоединилась жена Ольга Бужор с  дочерью.

### Семья
- Евгений Кулаков женат на актрисе Ольге Кулаковой (Бужор), род. 1977.
- Дети: сын Илья (род. 2004) и дочь Ника (род. 14 ноября 2017)[7][8][9].

## Роли в театре

### Московский театр «Эрмитаж»
С 2001 по 2022 год был занят в следующих спектаклях театра:
- 2001 — «Уроки русского по Михаилу Жванецкому» — Класс, он же двор
- 2001 — «Безразмерное Ким-танго» —
- 2002 — «Русский преферанс» — Глов-старший / Глов-младший / Дуняша / Ильин / Сашка
- 2003 — «Изверг» (шутка) — цыганёнок Яшка / Пушкин
- 2003 — «Анатомический театр инженера Евно Азефа» — Давид, брат Азефа
- 2004 — «Суер-Выер» (комическое представление) — Юнга Ю, член экипажа
- 2005 — «Пир во время ЧЧЧумы» — Моцарт / Сальери / Скрыпач / Скупой / Дон Карлос
- 2006 — «О сущности любви» — Старик с чёрными кошками
- 2007 — «Золотой телёнок, или Возвращение в Одессу» — Александр Иванович Корейко, подпольный миллионер
- 2008 — «Моя старшая сестра» —
- 2009 — «Капнист туда и обратно» — Павел I, русский император
- 2010 — «Кто автор этого безобразия?» —
- 2012 — «Кураж» — Швейцеркас, младший сын мамаши Кураж
- 2012 — «Карло — честный авантюрист» — Дон Филиберто
- 2013 — «Лёля и Минька в Школе клоунов» — Минька
- 2014 — «Мольер «Тартюф». В Школе клоунов» — Тартюф
- 2015 — «Где найти Алису?» (по мотивам сказки «Алиса в Стране чудес» Льюиса Кэрролла; режиссёр —  Михаил Левитин) — Белый кролик / Черепаха Квази / Карточная двойка

## Фильмография
1. 2001 — Здравия желаю! (короткометражный) — солдат
2. 2001 — И была ночь (короткометражный) — лейтенант
3. 2002 — Кодекс чести 1 (фильмы № 8, 9) — эпизод
4. 2002 — По ту сторону волков — эпизод
5. 2003 — Антикиллер-2 — очкарик-ботаник
6. 2003 — Вкус убийства — Илья
7. 2003 — Театральный блюз — Жека
8. 2004 — Адвокат (фильм № 2 «Побег») — Толя Кравченко
9. 2003 — Неотложка (серия № 3 «Дезертиры») — Саша Казанцев, рядовой ВС РФ, дезертир, жених Вики
10. 2004 — Ландыш серебристый 2 (серия № 11 «Спасти рядового Людвига») — призывник
11. 2004 — Сон слепого человека — Андрюша
12. 2006 — Моя прекрасная няня (серия № 127 «Новое предложение») — официант
13. 2005 — Эшелон — Козьмин
14. 2005 — Марфа и её щенки — Ромка
15. 2005 — Аэропорт — Макс Козлов
16. 2005 — Студенты — Женя Королёв
17. 2006 — Студенты 2 — Женя Королёв
18. 2006 — Кромъ —
19. 2006 — Кто в доме хозяин? (серия № 8 «Студенческий бал Антонины») — Николай, возлюбленный Антонины Ивановны
20. 2006 — Острог. Дело Фёдора Сеченова — Тимур Алексеевич, адвокат, сын Римской
21. 2006 — Питер FM — Витя
22. 2006 — Трое сверху — Коля
23. 2006—2009 — Клуб (8-й сезон) — Игнат Тарандайкин
24. 2007 — 1612: Хроники Смутного времени — служка
25. 2007 — Бегущая по волнам (Россия, Украина) — Кролик Бутс
26. 2007—2022 — След — Иван Фёдорович Тихонов, программист и биолог, хакер, начальник компьютерного отдела ФЭС
27. 2008 — Мент в законе (фильм № 1 «Судья и палач») — охранник на стоянке
28. 2008 — Очень русский детектив — очкарик-ботаник
29. 2008 — Река-море (серия № 6 «Чёрные археологи») — Петя, работник музея
30. 2008 — Закон и порядок: Преступный умысел (3 сезон) («Заблудший») — Павел Феофанов
31. 2008—2010 — Обручальное кольцо — Миша Гаврилов, муж Маши, младший брат Сергея Гаврилова
32. 2009 — Танки грязи не боятся — Петя Самаренко
33. 2010 — Воронины — школьный психолог
34. 2010 — Застывшие депеши — Юра, стажёр отдела Службы финансовой безопасности
35. 2010 — Кодекс чести 4 (фильм № 2 «Космическая связь») — похищенный учёный
36. 2011 — Кодекс чести 5 —
37. 2011 — Москва. Три вокзала (серия № 57 «Друзья-товарищи») — Макс Шульгин
38. 2011 — Пилот международных авиалиний — таксист
39. 2011 — СОБР — Борька
40. 2012 — Бигль (серия № 11 «Чёрная вдова») — Миша Попов
41. 2012 — Забава — Гарри Лейбовец
42. 2013 — Метод Лавровой 2 (фильм № 1 «Она вернулась…») — Пётр Паладьев, учёный
43. 2012 — Схватка — Дэн
44. 2012 — Без срока давности (18-я серия «Сила искусства») — Юрий Малкин, шизофреник
45. 2013 — Пасечник (фильм № 9 «Деревня заложников») — Кирилл Ланц, сбежавший бухгалтер
46. 2013 — Семейные обстоятельства — Рома
47. 2013 — Редкая группа крови — Юрка, компьютерщик, племянник соседки Марии
48. 2014 — Любопытная Варвара 2 —
49. 2014 — Сучьи войны — «Малой», зек
50. 2014 — Господа-товарищи (фильм № 2 «Мурка») — Пашка, тапёр в притоне на Хитровке
51. 2014 — Физрук — Лев Романович Плюхин, учитель химии
52. 2015 — Клетка (в производстве) — батюшка
53. 2015 — Метод — Комаров
54. 2015 — Наследники — Андрей Яковлевич, сценарист
55. 2015 — Точки опоры — журналист
56. 2018 — Кровавая барыня — великий князь Пётр Федорович
57. 2019 — Безсоновъ — ротмистр Урусов
58. 2020 — Старые кадры — Михаил Мешков
59. 2021 — Предпоследняя инстанция — Андрей Николаевич Кузнецов, инспектор ГИБДД
60. 2021 — Потерянные — Алик Шаров